# Chiesa di San Giovanni Battista (Telgate)
La chiesa di San Giovanni Battista è la parrocchiale di Telgate, in provincia e diocesi di Bergamo; fa parte del vicariato di Calepio-Telgate.

## Storia
La prima citazione della pieve di Telgate è da ricercarsi in un documento datato 1º agosto 830 in cui si parla della ecclesia Sancti Iohanni sita Talegate. Da uno scritto del XIII secolo s'apprende che questa pieve estendeva la sua giurisdizione su quattordici chiese e un monastero. 
Nel documento nota ecclesiarum, fatto redigere da Bernabò Visconti per organizzare la riscossione dei dazi, del 1360, si legge che la pieve di Telgate aveva alle sue dipendenze le chiese di Santa Maria di Chiuduno, San Michele e Alessandro di Trescore, San Cassiano di Trescore, San Giorgio di Zandobbio, Santa Maria di Misma, San Pietro e San Martino di Bolgare, San Felice di Gorlago, San Giorgio della Turre, San Pancrazio di Tresolzio, Santa Trinità e San Siro di Grumello, Santo Stefano di Santo Stefano, Sant'Andrea di Gorlago, San Pancrazio di Gorlago, Santa Maria di Cenate, San Nazario di Cenate, San Giovanni di Cantono, Santa Maria di Daniardo, Santo Stefano di Trescore e San Pietro di Trescore. Il 21 dicembre 1533 l'altar maggiore della chiesa venne consacrato dal vescovo di Capodistria Defendente Vavassori.. Una lapide indica anche la sua sepoltura nella chiesa.
Nel 1568 la pieve foraniale di Telgate fu trasformata in vicariato. Grazie alla relazione della visita pastorale del 1575 dell'arcivescovo di Milano Carlo Borromeo si conosce che il vicariato di Telgate comprendeva, oltre alla parrocchia di Telgate stessa, anche quelle di San Giorgio di Costa di Mezzate, di San Martino di Cenate, di San Pancrazio di Gorlago, di San Michele di Chiuduno, di San Nicola di Grumello del Monte, di San Pietro di Trescore, di San Paolo d'Argon, di San Pancrazio di Carobbio, di Santa Maria di Zandobbio, di Santo Stefano degli Angeli e di San Pietro di Bolgare. In quell'anno i parrocchiani erano 560, saliti a 644 nel 1666 e a 707 nel 1781.

La nuova chiesa venne costruita tra il 1730 ed il 1737 su progetto di Giovan Battista Caniana; nel frattempo, nel 1736 la torre dell'antico castello era stata trasformata in campanile. La chiesa venne consacrata il 24 settembre del 1776 dal vescovo di Bergamo Marco Molin. Tra il 1889 ed il 1890 furono condotti su disegno di Giovanni Cuminetti gli ultimi lavori di realizzazione della facciata. Tra il 1952 ed il 1953 la chiesa venne ristrutturata e nel 1971, in seguito alla soppressione della vicaria della quale era a capo, entrò a far parte della neo-costituita zona pastorale XIII, salvo poi essere aggregata nel 1979 al vicariato di Calepio-Telgate.

## Descrizione
Sulla facciata sono presenti cinque statue raffiguranti i santi Giuseppe, Alessandro di Bergamo, Pietro, Paolo e Giovanni Battista.

L'interno è a un'unica navata con cappelle laterali. Qui si trovano opere artistiche di pregio realizzate da Gian Paolo Cavagna e da Antonio Paglia.

Nel coro del presbiterio vi è inserito l'inginocchiatoio opera lignea eseguita nel 1722 da Giovanni Giuseppe Piccini.